# Milady Tack-Fang
Milady Tack-Fang Araya (Oriente, 28 luglio 1949) è un'ex schermitrice cubana.

## Biografia
È la sorella dello schermidore olimpionico Joaquin Tack-Fang.
Ha partecipato ai Giochi della XIX Olimpiade di Città del Messico nel 1968 ed ai Giochi della XXI Olimpiade di Montréal nel 1976.

## Palmarès
In carriera ha conseguito i seguenti risultati:
- Giochi Panamericani:

Winnipeg 1967: argento nel fioretto a squadre.
Città del Messico 1975: oro nel fioretto a squadre.